# Trận Dubno - Lutsk - Brody
Trận Dubno-Lutsk-Brody (một số tên khác là Trận Brody, Trận Dubna, Trận Dubno) là một trong những trận đánh xe tăng lớn nhất trong Chiến tranh Xô-Đức. Trận đánh diễn ra giữa các sư đoàn xe tăng 9, 11, 13, 14, 15 thuộc tập đoàn quân xe tăng 1 (Đức), sư đoàn xe tăng 23 (tập đoàn quân 6 - Đức) và quân đoàn cơ giới 44 (tập đoàn quân 17 - Đức) với các quân đoàn cơ giới 8, 9, 15, 19, 22 thuộc các tập đoàn quân 5 và 6 của Phương diện quân Tây Nam (Liên Xô) tại khu vực tam giác giữa các thành phố Dubno-Lutsk-Brody từ ngày 26 đến ngày 30 tháng 6 năm 1941. Trong lịch sử Liên Xô, trận Brody là trận phản công lớn của quân đội Liên Xô trong chuỗi các trận phòng thủ biên giới Ukraina. Mặc dù các quân đoàn cơ giới Đức cũng đã chịu thiệt hại đáng kể trong trận Brody nhưng họ vẫn còn khá nhiều lực lượng dự bị sau trận này. Ngược lại, các lực lượng thiết giáp của Liên Xô bị tổn thất rất nặng. Đây là một trong những trận đấu tăng lớn nhất trong chiến dịch Barbarossa và là trận đấu tăng lớn thứ nhì trong chiến tranh Xô-Đức, chỉ đứng sau Trận vòng cung Kursk. Hai bên đã lần lượt tung vào trận này khoảng 1.500 xe tăng và xe bọc thép các loại.

## Bối cảnh
Ngày 22 tháng 6, sau khi chọc thủng phòng tuyến của quân đội Liên Xô tại chỗ tiếp giáp giữa khu vực phòng thủ của tập đoàn quân 5 (do tướng Mikhail Ivanovich Popatov chỉ huy) và tập đoàn quân 6 (do tướng Ivan Nikolaievich Muzychenko chỉ huy); tập đoàn quân xe tăng 1 (Đức) của tướng Paul Ludwig Ewald von Kleist tiếp tục phát triển tấn công đến tuyến Radekhov và Berestechko. Đến ngày 24 tháng 6, xe tăng Đức đã tiến đến bờ sông Stir. Quân đội Liên Xô phòng thủ khu vực sông Stir gồm sư đoàn cơ giới 131 thuộc quân đoàn cơ giới 9 do tướng Konstantin Rokossovsky chỉ huy. Rạng sáng ngày 24 tháng 6, trung đoàn xe tăng 20 thuộc sư đoàn cơ giới 24 của đại tá Fradkov Katukov bất ngờ bị sư đoàn xe tăng 13 Đức tập kích. Quân Đức bắt được 300 tù binh, phá hủy 33 xe tăng BT.
Trong một mệnh lệnh (Chỉ thị số 3) được coi là không thể thực hiện được vào cuối ngày 22 tháng 6, Đại bản doanh Bộ Tổng tư lệnh tối cao quân đội Liên Xô yêu cầu Phương diện quân Tây Nam: "Trong các ngày 23 và 24 tháng 6 phải tổ chức các đòn đột kích đồng tâm vào hướng chung đến Lublin bao vây và tiêu diệt cánh quân Đức đã đột nhập vào khu vực Vladimir - Volynsky - Krystynopol, đến hết ngày 24 tháng 6 phải làm chủ vùng Lublin". Mặc dù Tổng tham mưu trưởng G. K. Zhukov (lúc đó đang là đại diện của Đại bản doanh tại Phương diện quân Tây Nam) không đồng ý phản công vì chưa nắm được tình hình địch nhưng Phó tổng tham mưu trưởng N. F. Vatutin cho ông biết mọi việc đã được I. V. Stalin quyết định rồi. Tướng M. A. Purkaev, tham mưu trưởng Phương diện quân Tây Nam cho rằng lấy 5 sư đoàn bộ binh 45, 62, 87, 124, 135 (mỗi sư đoàn chỉ có hai trung đoàn) và quân đoàn cơ giới 22 (mới chỉ có 2 sư đoàn được tập kết) để tấn công 5 sư đoàn xe tăng và 5 sư đoàn bộ binh Đức tại khu vực này là điều không thể và cần phải tiếp tục phòng ngự. Tuy nhiên, tư lệnh Phương diện quân, tướng M. P. Kirponos vẫn phải ngả theo ý kiến của Ủy viên hội đồng quân sự Phương diện quân, chính ủy quân đoàn N. N. Vashughin khi ông này kiên quyết yêu cầu phản công.
Tập đoàn quân xe tăng 1 (Đức) của Paul Kleist nhận được lệnh chiếm giữ các bến vượt sông Nam Bug và tiến về Rovno, Korosten và hướng mục tiêu chiến lược là Kiev. Hai quân đoàn xe tăng của tập đoàn quân này đã được triển khai ở khoảng giữa Lvov (Lviv) và Rovno nhằm mục đích cắt đứt tuyến đường sắt Lvov - Kiev. Đối diện với quân Đức ở tuyến đường sắt Lvov-Kiev là Tập đoàn quân 6 (Liên Xô) thuộc Phương diện quân Tây Nam và các đơn vị quân dự bị.

## Phương án tác chiến và binh lực của hai bên

### Quân đội Liên Xô

#### Phương án tác chiến
Do không nắm được tình hình mặt trận khi quân đội Đức Quốc xã bất ngờ tấn công ngày 22 tháng 6 năm 1941, Bộ Tư lệnh phương diện quân Tây Nam chỉ chủ trương kìm chân đối phương bằng lực lượng của thê đội hai trên tuyến Korosten, Novograd-Volynskyi, Shepetovka, Staro-Kostiantinov và Proskurovka. Theo quan điểm của Bộ tham mưu Phương diện quân Tây Nam, kìm giữ được quân Đức ở tuyến này sẽ tạo thêm thời gian để chuẩn bị tổng phản công. Tuy nhiên, khi bàn đến kế hoạch thủ trưởng cơ quan chính trị của phương diện quân, chính ủy N. N. Vashughin lại cho rằng đó là sự mất tinh thần. Tư lệnh Phương diện quân, thượng tướng M. P. Kirponos mặc dù đồng ý với tướng M. A. Purkaev về tính hợp lý của đề nghị phòng ngự nhưng cũng đã buộc phải kết luận: "Mệnh lệnh là mệnh lệnh, phải chấp hành". Phương diện quân Tây Nam đã phải phản công trong điều kiện binh lực không được tập trung đầy đủ.
Chiều 22 tháng 6, tướng V. D. Paniukhov đến Tập đoàn quân 5 truyền đạt cho tướng M. I. Potapov mệnh lệnh sử dụng Quân đoàn cơ giới 22 và sư đoàn bộ binh 135 để phản đột kích vào Vladimir-Volynskyi. Tập đoàn quân 6 của tướng I. N. Muzychenko được lệnh sử dụng quân đoàn cơ giới 15 tấn công vào Radekhov, điều Quân đoàn cơ giới 8 của tướng Varennikov sang hướng Brody. Quân đoàn cơ giới 9 (ở Novograd-Volynskyi) và quân đoàn cơ giới 19 (ở Zhitomir) còn cách cửa đột phá đến 300 km cũng được điều động. Do thê đội hai còn cách tuyến biên giới từ 150 đến 200 km nên các đơn vị cơ giới được lệnh tăng tốc độ hành quân ở mức cao nhất. Việc bố trí quân nói trên là hậu quả của việc phán đoán sai lầm hướng tấn công chính của tập đoàn quân xe tăng 1 (Đức). Do phán đoán rằng hướng Lublin - Lutsk tuy có địa thế uy hiếp Bắc Lvov nhưng phía Tây tuyến đó không có mạng lưới đường sá thuận lợi, Phương diện quân Tây Nam (Liên Xô) đã không dự kiến được đòn đột phá của các đơn vị xe tăng Đức nhằm vào đây. Do đó, 5 quân đoàn cơ giới của Phương diện quân Tây Nam không thể tiếp cận trận địa cùng một lúc. Mặc dù tướng M. A. Purkaev cho rằng "nếu tung từng quân đoàn cơ giới ra trận thì cũng như nối giáo cho giặc" nhưng thời hạn tấn công được quy định gần như ngay lập tức đã buộc ông không thể thực hiện được ý đồ của mình.

#### Binh lực
Thê đội 1:
- Quân đoàn cơ giới 8 của tướng D. I. Riabyshev hành quân đến Brody sáng 24 tháng 6 để đột kích vào Berestechko. Trang bị của quân đoàn gồm 133 xe tăng gồm các loại T-34 và KV.[1]
- Quân đoàn cơ giới 15 của tướng I. I. Karpezo để lại một bộ phận giữ Radekhov, đại bộ phận tập kích vào cánh nam của tập đoàn quân xe tăng 1 (Đức) từ hướng Đông Nam đến Berestechko, đồng thời giải vây cho sư đoàn bộ binh 124. Trang bị của quân đoàn gồm 154 xe tăng BT và xe bọc thép T-26 (loại có hai tháp súng).[1]

Thê đội 2:
- Quân đoàn cơ giới 22 do tướng S. M. Kondrucev chỉ huy, được tăng cường sư đoàn bộ binh 135 và lữ đoàn pháo chống tăng 1 đột kích vào cánh bắc của Tập đoàn quân xe tăng 1 (Đức) trên hướng Vladimir-Volynskyi, đồng thời giải vây cho sư đoàn bộ binh 87. Trang bị của quân đoàn gồm 30 xe tăng KV, 54 xe tăng BT-7 và 78 xe bọc thép T-26.[8]
- Quân đoàn cơ giới 9 của tướng K. K. Rokossovsky đang ở cách mặt trận 150 km, chỉ có thể tiếp cận chiến trường sau ít nhất 2 ngày. Trang bị của quân đoàn gồm 86 xe tăng BT và 112 xe bọc thép T-26.[8]
- Quân đoàn cơ giới 19 của tướng N. V. Feklenko cũng đang ở cách mặt trận đến 250 km, chỉ có thể tiếp cận chiến trường sau ít nhất 3 ngày. Quân đoàn được trang bị 129 xe tăng BT.[9]

### Quân đội Đức Quốc xã

#### Phương án tác chiến
Cụm tập đoàn quân Nam (Đức) bố trí tại khu vực này lực lượng xung kích mạnh nhất của họ gồm tập đoàn quân xe tăng 1 của tướng Paul Ludwig Ewald von Kleist (6 sư đoàn xe tăng, 3 sư đoàn cơ giới) và tập đoàn quân 17 của tướng Carl-Heinrich von Stülpnagel (2 sư đoàn cơ giới, 7 sư đoàn bộ binh) với mục tiêu mở con đường ngắn nhất đến Kiev qua Radekhov, Berestechko, Kovel, Dubno. Các sư đoàn xe tăng của tướng Paul Kleist sẽ tiến quân trên hai con đưòng nhựa từ Druzkopol (phía Bắc) và Radekhov (phía Nam), hợp điểm tại Berestechko. Trong giai đoạn tiếp theo, tập đoàn quân xe tăng 1 (Đức) tiếp tục mở hai mũi tiến công vu hồi từ Berestechko qua Demklovka (phía Bắc) và Kovel (phía Nam), hợp điểm tại Dubno. Tập đoàn quân 17 bảo đảm sườn phía Nam và tập đoàn quân 6 bảo đảm sườn phía Bắc của tập đoàn quân xe tăng 1. Ý đồ ban đầu của Cụm tập đoàn quân Nam (Đức) là sau một tuần giao chiến, sẽ bao vây và cô lập 11 sư đoàn bộ binh Liên Xô đang phòng thủ cả trên khu vực biên giới mới cũng như khu phòng thủ thuộc biên giới cũ.

#### Binh lực
- Tập đoàn quân xe tăng 1 (Đức) được trang bị khoảng 500 xe tăng T-III và T-IV gồm các sư đoàn xe tăng 9, 11, 14 và 15 và sư đoàn cơ giới 13 thuộc các quân đoàn cơ giới 43 và 48.
- Cánh nam của tập đoàn quân dã chiến 6 gồm sư đoàn bộ binh 6 và sư đoàn cơ giới 23, có 72 xe tăng.
- Cánh bắc của tập đoàn quân dã chiến 17 gồm sư đoàn bộ binh 57 và quân đoàn cơ giới 44, có 128 xe tăng.

## Diễn biến

### Chiến sự trong các ngày 24 đến 27 tháng 6
Ngày 23 tháng 6, sau khi đại tướng G. K. Zhukov, Tổng tham mưu trưởng quân đội Liên Xô đi kiểm tra Quân đoàn cơ giới 8 về, các tướng M. P. Kirponos và M. A. Purkayev đã báo cáo về việc không thể tập trung đầy đủ các quân đoàn cơ giới nên sẽ phải triển khai phản kích vào Klevan và Dubno chỉ với các lực lượng hiện đã tiếp cận chiến trường là 2 quân đoàn cơ giới 8 và 15 được bố trí ở thê đội 1, quân đoàn cơ giới 2 ở thê đội 2. Các quân đoàn cơ giới 9 và 19 tiếp cận chiến trường đến đâu sẽ tham gia chiến đấu đến đó. G. K. Zhukov đồng ý với kế hoạch này và yêu cầu liên tục kiểm tra sự phối hợp giữa các quân đoàn với không quân của phương diện quân.
Ngay từ ngày 24 tháng 6, chiến sự đã phát triển hoàn toàn không giống như kế hoạch của Bộ tư lệnh Phương diện quân Tây Nam. Trên cánh Bắc, sư đoàn bộ binh 135 được tăng cường lữ đoàn pháo chống tăng số 1 do tướng Moskalenko chỉ huy đã chặn đánh cuộc tấn công của xe tăng Đức trên cửa ngõ ra vào Lutsk một cách chật vật. Sau khi bắn cháy 41 xe tăng Đức, các khẩu pháo chống tăng của Liên Xô hết đạn và lần lượt bị đè bẹp. Bộ tư lệnh Phương diện quân Tây Nam buộc phải tung quân đoàn cơ giới 22 vào cuộc chiến sớm hơn dự định. Tuy nhiên, chỉ có sư đoàn xe tăng 19 và sư đoàn cơ giới 215 kịp tới chiến trường. Hai sư đoàn xe tăng 41 có 31 xe tăng KV vẫn còn đang trên đường hành quân. Thống chế Gerd von Rundstedt yêu cầu tướng Wolfram von Richthofen tung toàn bộ máy bay cường kích của tập đoàn quân không quân 4 (Đức) vào trận. Với ưu thế trên không, các máy bay cường kích Đức đã gây thiệt hại nặng cho sư đoàn cơ giới 215 và sư đoàn xe tăng 19, buộc các đơn vị Liên Xô phải ngừng tấn công sau khi mất một nửa số xe tăng. Tướng von Kleist tận dụng cơ hội này đã tung hai sư đoàn xe tăng thọc sâu để cắt các đường giao thông của tập đoàn quân 5 (Liên Xô). Quân đoàn cơ giới 22 (Liên Xô) cũng không thể tấn công vào Dubno theo như kế hoạch.
Mặc dù bị các đợt không kích làm cho tê liệt và thiệt hại nặng, không quân của Phương diện quân Tây Nam vẫn cố gắng cất cánh để yểm hộ cho các cuộc chiến đấu trên mặt đất. Nhưng các phi đội máy bay ném bom không được máy bay tiêm kích yểm hộ đã bị thiệt hại nặng. Các máy bay của trung đoàn IV, sư đoàn không quân tiêm kích 3 (Đức) đã hạ 24 máy bay ném bom ANT-40 của Liên Xô ngay trong ngày đầu chiến tranh. Trong số thương vong có tư lệnh sư đoàn 86 không quân ném bom tầm xa, thiếu tướng Sorokin. Chỉ còn 20 máy bay trong số 251 máy bay ném bom ANT-40 còn hoạt động được. Không quân Đức cũng bị thiệt hại nặng, 28 máy bay bị bắn rơi, 23 chiếc khác bị hư hại (trong đó có 8 chiếc He 111 và Ju 88).
Cũng trong ngày 24 tháng 6, quân đoàn cơ giới 8 của tướng D. I. Ryabyshev đã phản kích vào Berestechko. Được trang bị nhiều xe tăng tốt, quân đoàn này đã đánh bại sư đoàn cơ giới 110 (Đức) và tiếp cận Berestechko, uy hiếp sườn trái của quân đoàn xe tăng 11 Đức. Do chưa tập hợp hết lực lượng, quân đoàn cơ giới 15 của tướng I. I. Karpezo đã phải tấn công vào Radekhiv mà không có sư đoàn cơ giới 212 làm nhiệm vụ trinh sát đi cùng. Kết quả là khi gặp phải sư đoàn xe tăng 11 (Đức) chặn đánh với sự yểm hộ tuyệt đối của không quân Đức, mặc dù đã đánh tan sư đoàn bộ binh 57 bên sườn phải của quân đoàn cơ giới 48 (Đức), diệt được 20 xe tăng và 16 pháo tự hành của quân Đức nhưng quân đoàn cơ giới 15 cũng bị thiệt hại đáng kể. Để yểm hộ cho quân đoàn 48, tướng von Kleist đã phải điều thêm hai sư đoàn xe tăng của quân đoàn cơ giới 44 đến khu vực này.
Thượng tướng, tổng tham mưu trưởng quân đội Đức Quốc xã Franz Halder viết trong nhật ký:
| “               | Đối phương ngày càng đưa thêm nhiều lực lượng mới từ phía sau đến để chống lại các mũi dao nhọn bằng xe tăng của ta... Như chúng tôi đã dự đoán, họ dùng số lượng lớn xe tăng chuyển sang tấn công tại sườn phía Nam của tập đoàn quân xe tăng 1. Trinh sát đường không báo cáo thấy có sự di chuyển của nhiều đơn vị. | ” |
| — Franz Halder, | |   |

Quân đoàn cơ giới 19 do tướng Nikolai Vladimirovich Feklenko chỉ huy được lệnh tiến ra khu vực biên giới từ tối 22 tháng 6, nhưng do gặp phải các cuộc không kích của máy bay ném bom Đức trên dọc đường hành quân nên mãi đến chiều 24 tháng 6, các đơn vị phái đi trước của nó mới đến khu vực Mlynov (Mlyniv) trên sông Ikva. Sư đoàn cơ giới 40 đã có các cuộc chạm súng với sư đoàn xe tăng 13 (Đức). Sư đoàn cơ giới 43 ngay khi đến khu vực phụ cận Rovno đã bị thiệt hại do các cuộc oanh tạc của không quân Đức. Sáng 25 tháng 6, quân đoàn cơ giới 9 và sư đoàn xe tăng 1 thuộc quân đoàn cơ giới 19 (Liên Xô) mới có mặt tại khu vực phía Tây Rovno. Để đối phó với cánh quân xe tăng Liên Xô mới xuất hiện trên sườn trái, tướng von Kleist đã phải điều động đến hướng này quân đoàn cơ giới 13 lấy từ lực lượng dự bị. Đến 6 giờ chiều cùng ngày, các trung đoàn xe tăng 79 và 86 thuộc sư đoàn xe tăng 43, quân đoàn cơ giới 19 đã đột phá tuyến phòng thủ của sư đoàn thiết giáp số 11 (Đức), tiến đến ngoại vi Dubno và chiếm các bến vượt sông Ikva.
Do các sư đoàn cánh trái của quân đoàn bộ binh 36 rút lui nên cả sườn trái và sườn phải của sư đoàn xe tăng 40 (Liên Xô) đều không được bảo vệ. Tư lệnh quân đoàn cơ giới 19 quyết định rút một phần sư đoàn xe tăng 43 ra khỏi Dubno đến trấn giữ lỗ hổng ở khu vực Rovno nhưng không kịp. Sư đoàn xe tăng 11 (Đức) được sư đoàn xe tăng 16 bảo vệ sườn trái đã đi vòng qua khu cố thủ và tiến sâu vào phía sau quân đội Xô Viết. Với mục tiêu đánh bại đối phương để bắt liên lạc với các sư đoàn bộ binh 87 và 124 đang bị vây trong khu vực Voynitsy (Voynitsa) và Milyatino (Mylyatin), chiều 25 tháng 6, tướng I. I. Karpezo điều các sư đoàn xe tăng 10 và 37 tấn công từ Radekhiv đến Berestechko. Trong khi vượt sông, sư đoàn xe tăng 10 đã bị quân Đức phản kích vào sau lưng và buộc phải rút lui.
Rạng sáng 26 tháng 6, tư lệnh quân đoàn cơ giới 8, tướng D. I. Ryabyshev đưa sư đoàn xe tăng 34 tiếp cận Radyvyliv, sư đoàn xe tăng 12 đã tới Brody, còn sư đoàn cơ giới 7 vẫn còn đang ở Busk trên sông Tây Bug. Ông quyết định tấn công mà không chờ sư đoàn cơ giới 7 và yêu cầu Phương diện quân Tây Nam huy động không quân yểm hộ. Tuy nhiên, tướng I. I. Karpezo, tư lệnh quân đoàn cơ giới 15 lại yêu cầu lùi thời điểm tấn công để chờ sư đoàn xe tăng 8 đến bổ sung cho các binh đội đã tổn thất nặng qua ba ngày chiến đấu. Nắm được việc sư đoàn xe tăng 8 chỉ mới bắt đầu rời phía tây Lvov, tư lệnh Phương diện quân Tây Nam điện cho I. I. Karpezo: "Hãy chấp hành mệnh lệnh".
Quân đoàn cơ giới 8 (Liên Xô) phát động tấn công theo đúng kế hoạch từ 6 giờ sáng bằng lực lượng của các sư đoàn xe tăng 12 và 34. Trong buổi sáng đó, sư đoàn xe tăng 12 của thiếu tướng T. A. Mishanin vượt sông Slonovk, chiếm lại cây cầu bắc ngang sông này và đến 16 giờ chiều thì chiếm lại thị trấn Leshnev. Ở cánh phải, sư đoàn xe tăng 34 của đại tá I. V. Vasiliev tiêu diệt lực lượng hộ vệ của Đức, bắt 200 tù binh và 4 xe tăng. Đến cuối ngày, các sư đoàn xe tăng đã thọc sâu từ 8 đến 15 km về hướng Berestechko, truy kích sư đoàn bộ binh 57 và đẩy sư đoàn xe tăng 16 (Đức) sang bên kia sông Plyashenvka. Do quân đoàn cơ giới 15 không thể tham gia tiến công đúng kế hoạch nên đòn đột kích của quân đoàn cơ giới 8 trở nên đơn độc, không đủ sức chọc thủ trận tuyến quân Đức. Kể từ đầu chiến tranh, quân đoàn này đã phải hành quân hơn 500 km, các cuộc không kích của không quân Đức và các sự cố kỹ thuật đã loại khỏi vòng chiến đấu một nửa số xe tăng và pháo của quân đoàn. Không quân Đức phát hiện được Sở chỉ huy quân đoàn cơ giới 15 và oanh tạc dữ dội gây thiệt hại lớn. Thiếu tướng I. I. Karpezo, chỉ huy quân đoàn bị thương nặng. Đại tá G. I. Ermolaev, phó tư lệnh được chỉ định quyền tư lệnh quân đoàn. Nhận thấy mối đe dọa ở khu vực cạnh sườn của sư đoàn xe tăng 48, quân Đức nhanh chóng điều các sư đoàn cơ giới 16, và trung đoàn pháo 670 được trang bị pháo chống tăng 88 ly tới khu vực này. Đến chiều tối, quân Đức bắt đầu phản kích vào các lực lượng cơ giới Liên Xô..
Cũng trong ngày 26 tháng 6 năm 1941, trinh sát quân đội Liên Xô phát hiện các đơn vị cơ giới Đức đã đến sông Ikva và sông Sytenka. Sư đoàn cơ giới 62 đã từ phía Nam Dubno tiến về phía Brody để chặn trước sư đoàn xe tăng 11 (Đức). Trên hướng Brody, sư đoàn cơ giới 212 thuộc quân đoàn cơ giới 15 đã đột nhập Brody từ đêm hôm trước và tấn công về hướng Berestchko nhưng không còn lực lượng để đến đích. Cuộc tấn công từ cánh bắc do sư đoàn xe tăng 20 thuộc quân đoàn cơ giới 9 (đơn vị đến mặt trận sớm nhất của quân đoàn) cũng chỉ thu được kết quả hạn chế. Do không chỉ đạo được không quân yểm hộ, để các đơn vị mặt đất bị thiệt hại lớn. Tướng E. X. Ptukhin bị gọi về Moskva, trung tướng F. A. Astakhov được chỉ định làm tư lệnh không quân phương diện quân Tây Nam. Tối 26 tháng 6, trong khi tham mưu trưởng phương diện quân, tướng M. A. Purkaev đề nghị phải chuyển sang phòng ngự vì không còn lực lượng dự bị để phát triển tấn công thì Moskva gửi bức điện sau đây đến Phương diện quân:
| “                                                                   | Đại bản doanh cấm rút lui và yêu cầu tiếp tục phản đột kích, không cho bọn xâm lược được yên ổn một ngày. | ” |
| — Thừa ủy quyền Đại bản doanh. Cục trưởng cục tác chiến. Malandin., | |   |

### Chiến sự từ ngày 27 tháng 6
Sau khi các quân đoàn cơ giới 8 và 15 của quân đội Liên Xô phải dừng lại vì những tổn thất, sáng sớm ngày 27 tháng 6, sư đoàn xe tăng 23, đơn vị phái đi trước của quân đoàn xe tăng 11, tập đoàn quân xe tăng 1 (Đức) đã đi vòng qua Mlynov, tràn đến Dubno từ phía Bắc và tiến mạnh về hướng Ostroh mà hầu như không gặp một sức kháng cự đáng kể nào. Đòn tấn công này không chỉ uy hiếp Shepetivka mà còn đe dọa làm sụp đổ toàn bộ cánh trái của tập đoàn quân 5 và cánh phải của tập đoàn quân 6 (Liên Xô). Đơn vị quân đội Liên Xô duy nhất đóng tại Dubno là sư đoàn cơ giới 62 đã được triển khai tại tuyến sông Ikva, phía Nam thành phố để đánh chặn các sư đoàn xe tăng 11 và 15 (Đức). Bộ tư lệnh Phương diện quân Tây Nam buộc phải thay đổi nhiệm vụ của một số quân đoàn cơ giới. Quân đoàn cơ giới 8 bỏ hướng tấn công vào Berestechko, đổi hướng sang Đông Bắc, đánh vào sườn phải sư đoàn xe tăng 15 và sư đoàn xe tăng 11 (Đức). Quân đoàn cơ giới 15 vẫn giữ nguyên hướng tấn công vào Berestechko và đột kích càng sớm càng tốt. Các quân đoàn cơ giới 9 và 19 phải hội quân với quân đoàn cơ giới 8 tại Dubno với tốc độ nhanh nhất để thanh toán đột phá khẩu do sư đoàn xe tăng 23 (Đức) tạo ra. Đính thân chính ủy quân đoàn N. N. Vashughin, ủy viên hội đồng quân sự Phương diện quân Tây Nam đã đến các quân đoàn cơ giới 8 và 15 để tham gia chỉ huy trận đánh.
Ngày 27 tháng 6, quân đoàn cơ giới 8 (Liên Xô) vội vã tổ chức một cụm cơ động do Chính ủy lữ đoàn N. K. Popel chỉ huy gồm sư đoàn xe tăng của đại tá I. V. Vasiliev và trung đoàn mô tô của quân đoàn tấn công theo đường nhựa từ Brody đi Dubno. Sau khi tiêu diệt một tiểu đoàn bộ binh cơ giới và một đại đội xe tăng Đức gần làng Granovka, cụm cơ động này đã chiếm thị trấn Verba, cửa ngõ đi Dubno. Tướng Paul Kleist không điều quân đánh chặn cụm cơ động này mà giữ nguyên chủ lực xe tăng tại Tây Nam Radekhov để chặn quân đoàn cơ giới 15 (Liên Xô). Tại phía Shepetivka, tập đoàn quân 16 do tướng M. F. Lukin chỉ huy đang lên tàu hỏa để đi chi viện cho Phương diện quân Tây đã phải dỡ xuống tàu một phần lực lượng gồm sư đoàn cơ giới 109 thuộc quân đoàn cơ giới 5, trung đoàn bộ binh cơ giới 381, sư đoàn bộ binh cơ giới 213 và 3 tiểu đoàn pháo binh lấy từ học viên các trường quân sự tại Shepetivka để bố trí phòng thủ trên con đường Shepetivka - Ostroh.
Cụm cơ động của N. K. Popel đột nhập vào Dubno đã gây bất ngờ cho quân Đức. Sau khi đập tan hàng rào phòng thủ của trung đoàn xe tăng 110, sư đoàn xe tăng 11 (Đức) tại ngoại vi Dubno, quân đoàn đã thu giữ được vài chục xe tăng. Với thắng lợi ban đầu của cụm cơ động do N. K. Popel chỉ huy, ngày 28 tháng 6, tướng M. P. Kirponos, tư lệnh Phương diện quân Tây Nam hạ lệnh mở một cuộc tấn công lớn bằng các quân đoàn cơ giới 8, 9, 15, 19, các quân đoàn bộ binh 36, 37 và sư đoàn kỵ binh 14 (quân đoàn kỵ binh 5) vào Dubno. Các quân đoàn cơ giới 8 và 15 cùng các quân đoàn bộ binh 36, 37, sư đoàn kỵ binh 14 tấn công từ hướng Tây Nam, các quân đoàn cơ giới 9 và 19 tấn công từ hướng Đông Bắc. Cụm quân của tướng Lukin tấn công từ hướng Đông. Tuy nhiên, bức tranh trên thực tế lại rất xa với bản kế hoạch này. Do tình trạng thường xuyên bị mất liên lạc với các đơn vị, tướng M. I. Potapov, tư lệnh tập đoàn quân 5 còn chưa biết các quân đoàn bộ binh 15, 27 và quân đoàn cơ giới 22 của mình hiện đang ở đâu. Quân đoàn cơ giới 9 do tướng K. K. Rokosovsky chỉ huy đã bị thiệt hại nặng vì các cuộc tập kích của không quân Đức và sư đoàn xe tăng 13 (Đức) bao vây, phải mở đường thoát vây để rút về Rovno. Quân đoàn cơ giới 19 của tướng N. V. Feklenko cũng bị sư đoàn xe tăng 14 của Đức ép phải bỏ Kovel, lùi về Rovno. Cuộc tấn công quá sớm của quân đoàn cơ giới 8 (Liên Xô) đã đưa quân đoàn vào "cái bẫy" Dubno. Các sư đoàn xe tăng 11, 15, sư đoàn cơ giới 16 và các sư đoàn bộ binh 78, 111 (Đức) đã "khóa chặt" quân đoàn này tại đây. Mọi nỗ lực phá vây của quân đoàn cơ giới 8 đều không thành công trước những lực lượng mạnh hơn của hai quân đoàn xe tăng Đức. Quân đoàn cơ giới 15 (Liên Xô) cũng bị quân đoàn xe tăng 9 (Đức) chặn đứng trước cửa ngõ Radekhov.
Trên cánh trái, phát hiện chỗ gián đoạn trong tuyến phòng ngự của sư đoàn cơ giới 212 thuộc quân đoàn cơ giới 15, 40 xe tăng của sư đoàn xe tăng 13 (Đức) đã tấn công sở chỉ huy sư đoàn. Thiếu tướng sư đoàn trưởng T. A. Mishanin đã điều đến đây 6 xe tăng KV và 4 xe tăng T-34. Các xe tăng Đức không bắn thủng được vỏ giáp của hai loại xe tăng này và đã bị đánh lui.
Ngày 29 tháng 6, mọi cố gắng của Bộ tư lệnh phương diện quân Tây Nam dùng quân đoàn cơ giới 15 để giải vây cho quân đoàn cơ giới 8 đều thất bại. Quân đoàn cơ giới 15 bị thiệt hại nặng do pháo chống tăng của quân Đức. Các binh đội của nó bị cô lập và suy yếu không thể đến được các vị trí do Bộ tư lệnh phương diện quân quy định. Quân đoàn này được lệnh rút ra khỏi Zolochivka để hỗ trợ cho quân đoàn bộ binh 37 chiếm lại khu phòng thủ Biały (Bilyi Kamin) -Sasiv-Zolochiv. Tuy vậy, tướng Dmitri Ivanovich Ryabyshev lại không hề biết đến việc này và tiếp tục chiến đấu để mở vây. Ngày 30 tháng 6, lợi dụng chỗ đứt đoạn trên mặt trận, các cánh quân xe tăng Đức vòng qua sườn quân đoàn cơ giới 8 và chiếm lại Brody. Cánh phải của quân đoàn cơ giới 8 không thể củng cố được trận địa phòng thủ. Cùng với một phần các sư đoàn bộ binh 140 và 146, nó được rút về phía sau trận tuyến của quân đoàn bộ binh 36 và sư đoàn kỵ binh 14.
Bị bao vây bởi lực lượng đối phương mạnh hơn, quân đoàn cơ giới 8 tiếp tục chiến đấu tại Dubno. Nhiều lần, quân đoàn đột phá vòng vây tại tuyến Zolochivka và đều bị phòng tuyến xe tăng Đức chặn lại. Các trận chiến đấu vẫn tiếp tục tại Dubno đến 2 tháng 7. Khi xăng dầu đã cạn kiệt, đạn dược gần hết, quân đoàn phải phá hủy phần lớn pháo, xe tăng và các xe cơ giới, chia làm nhiều đội để thoát vây. Sau khi đi vòng vèo qua hơn 200 km để vòng tránh các đơn vị cơ giới Đức, toán quân do N. K. Popel chỉ huy còn lại hơn 1000 người đã đến được tuyến phòng thủ của sư đoàn bộ binh 124, quân đoàn bộ binh 15, tập đoàn quân 5 (Liên Xô). Quân đoàn mất toàn bộ xe tăng và vũ khí nặng. 5.363 người chết và khoảng một nghìn mất tích, trong đó có đại tá I. V. Vasiliev.

## Kết quả
Trận hội chiến xe tăng Dubno - Lutsk - Brody đã gây thiệt hại nặng cho các quân đoàn cơ giới Liên Xô. Hầu hết các xe tăng cũ kiểu BT và xe bọc thép T-26, T-28 đều bị phá huỷ. Một nửa trong số đó bị loại khỏi vòng chiến đấu bởi các máy bay ném bom của Đức. Quân đoàn cơ giới 8 bị xóa sổ. Các quân đoàn cơ giới 9, 15, 19 và 22 đều bị thiệt hại nặng. Sau trận đánh này, Phương diện quân Tây Nam (Liên Xô) phải dựa vào các đơn vị pháo chống tăng để cản đường tập đoàn quân xe tăng 1 (Đức) do số lượng xe tăng T-34 KV được hậu phương tăng viện khá hạn chế. Số kíp lái sử dụng thành thạo loại xe tăng mới không nhiều. Ngoài việc bị đánh bất ngờ thì sai lầm cơ bản của Phương diện quân Tây Nam là đã vội vã phản công trong khi không tập hợp được đầy đủ các binh đoàn xe tăng thành một khối tác chiến mạnh. Thêm vào đó, mệnh lệnh bắt buộc phải phản công ngay của Đại bản doanh Bộ tổng tư lệnh tối cao quân đội Liên Xô cũng làm cho tình hình thêm trầm trọng. Trong khi chưa nắm được tình hình, những đòn phản công thường không nhằm trúng những cánh quân xe tăng chủ lực của quân Đức và bị các đơn vị này phản đột kích từ hai bên sườn. Một sai lầm nữa là tư lệnh quân đoàn cơ giới 8 đã chia quân của mình làm hai cánh khi lực lượng đã mỏng, không hỗ trợ được nhau. Việc giao cho chính ủy N. K. Popel là người chưa được huấn luyện về xe tăng chỉ huy cụm quân quan trọng nhất vội vã đột kích vào Dubno cũng là một nguyên nhân làm cho cuộc tấn công bị đơn độc và nhanh chóng bị quân Đức bao vây. Không thể gánh được trách nhiệm về sự thất bại của quân đoàn cơ giới 8, ngày 30 tháng 6, Ủy viên hội đồng quân sự phương diện quân Tây Nam, chính ủy quân đoàn N. N. Vashughin đã tự sát.
Mặc dù tập đoàn quân xe tăng 1 của Đức cũng chịu những thiệt hại nặng, nhưng nó đã nhận được nguồn tăng viện từ hậu phương nước Đức cả về xe tăng và các tổ lái mới và nhanh chóng lấy lại sức mạnh. Không quân Đức cũng đóng một vai trò quan trọng trong trận Dubno - Lutsk - Brody. Nó đã hoàn thành hai nhiệm vụ một lúc, vừa kiềm chế tối đa không quân ném bom của Liên Xô và tấn công tiêu diệt nhiều xe tăng Liên Xô trên mặt đất. Trận hội chiến xe tăng Dubno - Lutsk - Brody đã cản bước tiến của Cụm tập đoàn quân Nam (Đức) trong suốt tuần đầu của cuộc chiến tranh. Do hầu hết các binh đoàn xe tăng đều bị hút vào hướng Dubno - Lutsk - Brody, các tập đoàn quân 6 và 17 Đức chưa thể triển khai các đòn đột kích vào các khu phòng thủ vững chắc của Liên Xô trên đường biên giới cũ. Tướng xe tăng Đức Hermann Hoth viết trong hồi ký:
| “               | Cụm tập đoàn quân Nam bị thiệt hại nặng hơn tất cả. Đối phương phòng ngự chống lại các đơn vị lớn của cánh Bắc đã bị đánh bật khỏi biên giới. Nhưng sau cú đánh bất ngờ của ta, họ đã nhanh chóng hồi phục và đã dùng các cuộc phản kích của các lực lượng dự bị và các đơn vị xe tăng nằm ở phía sau để chặn bước tiến của Tập đoàn quân xe tăng 1. Mặc dù có tập đoàn quân 6 hỗ trợ nhưng đến ngày 28 tháng 6, tập đoàn quân xe tăng 1 vẫn không vượt lên được. Những cuộc phản kích mạnh của đối phương là trở ngại lớn trên đường tiến quân của các đơn vị quân đội Đức. | ” |
| — Hermann Hoth, | |   |

Cuộc phản công bằng xe tăng thất bại trên vùng Dubno - Lutsk - Brody đã đẩy Phương diện quân Tây Nam (Liên Xô) vào tình thế khó khăn. Tại Ostroh đã hình thành một bàn đạp tấn công quan trọng của quân đội Đức nhằm vào hướng Shepetovka - Kiev. Chặn đánh tập đoàn quân xe tăng 1 (Đức) trên hướng này chỉ có cụm quân M. F. Lukin với rất ít xe tăng. Từ bàn đạp này tập đoàn quân xe tăng 1 (Đức) có thể tự do cơ động vòng lên phía Bắc để tấn công tập đoàn quân 5 hoặc vòng xuống phía Nam để bao vây các tập đoàn quân 6 và 12 (Liên Xô), hoặc đột kích thẳng vào Kiev.